# Clodovil (2002)
Clodovil foi um talk show exibido pela TV Gazeta entre 4 de março e 2 de setembro de 2002, apresentado por Clodovil Hernandes. O programa foi descrito pelo apresentador como um "programa em volta de um fogão, conversando com o entrevistado sobre suas preferências gastronômicas". Em setembro de 2002, o programa foi retirado do ar devido a dificuldades financeiras enfrentadas pela emissora, arrendando o horário nobre para serviços de televendas.